# Damian de Allende
Damian de Allende (* 25. November 1991 in Kapstadt) ist ein südafrikanischer Rugby-Union-Spieler. Er spielt auf den Positionen des Innendreiviertels und des Außendreiviertels für das japanische Team Saitama Wild Knights und die südafrikanische Nationalmannschaft. Zu seinen Erfolgen gehören ein Meistertitel mit den Saitama Wild Knights sowie zwei Weltmeistertitel 2019 und 2023 sowie ein Turniersieg bei der Rugby Championship mit Südafrika.

## Biografie

### Vereinskarriere
Während seiner Schulzeit spielte de Allende, der spanischer Herkunft ist, überwiegend Cricket und wandte sich vergleichsweise spät dem Rugbysport zu. Für die Ikey Tigers, die Mannschaft der Universität Kapstadt, nahm er an der Universitätsmeisterschaft Varsity Cup teil. Sein Debüt für die erste Mannschaft des Provinzverbandes Western Province gab er am 14. April 2012 beim Vodacom Cup im Spiel gegen Pampas XV. Nachdem er 2012 erstmals auch im Currie Cup gespielt hatte, stand er 2013 im Finale, das jedoch verloren ging. Hingegen gelang 2014 und 2017 jeweils der Currie-Cup-Titelgewinn. Parallel dazu wurde er 2013 in den Kader der Stormers aufgenommen, das gemeinsame Profi-Franchise der Westkap-Teams in der internationalen Liga Super Rugby. Zwar kam seine Mannschaft nicht über das Viertelfinale hinaus, doch de Allende wurde 2015 zum besten südafrikanischen Super-Rugby-Spieler des Jahres gewählt.
Am Ende der Saison 2015 wechselte de Allende zu den Kintetsu Liners in der japanischen Top League. Nach nur vier Spielen erlitt er eine schwere Knöchelverletzung und hatte Mühe, wieder sein gewohntes Niveau zu erreichen. 2016 verzichtete er darauf, nach Japan zurückzukehren und außerhalb der Super-Rugby-Saison in der japanischen Meisterschaft zu spielen. Er konzentrierte sich deshalb vorläufig auf sein Engagement bei den Stormers. Erfolge mit dieser Mannschaft blieben weitgehend aus, weshalb er 2019 Südafrika verließ und sich den Saitama Wild Knights in Japan anschloss. Doch nach nur sechs Spieltagen trennte er sich vom Verein, da die Top-League-Saison aufgrund der COVID-19-Pandemie komplett abgesagt werden musste. Daraufhin wechselte er zu Beginn der Saison 2020/21 zu Munster Rugby.
De Allende blieb zwei Jahre lang mit diesem irischen Team und spielte sowohl in der Liga Pro14 als auch im Pokalwettbewerb European Rugby Champions Cup. In seiner ersten vollen Saison wurde er aufgrund seiner herausragenden individuellen Leistungen ins „Pro14 Dream Team“ 2020/21 gewählt. 2022 ging er zurück zu den Saitama Wild Knights und gewann mit ihnen den japanischen Meistertitel.

### Nationalmannschaft
Nationaltrainer Heyneke Meyer berief de Allende im Mai 2014 als einen von sieben Neulingen ins Trainingslager der südafrikanischen Nationalmannschaft. Er kam jedoch nicht zum Einsatz, da er sich kurz vor den Mid-year Internationals 2014 eine Innenbandverletzung im Knie zuzog. Sein erstes Test Match für die Springbok bestritt er dann am 16. August 2014 anlässlich der Rugby Championship, beim 13:6-Heimsieg gegen Argentinien in Pretoria. In der Folge etablierte er sich rasch als Stammspieler und nahm an der Weltmeisterschaft 2015 teil. An dieser bestritt er die Gruppenspiele gegen Samoa, Schottland und die Vereinigten Staaten, das Viertelfinale gegen Wales, das Halbfinale gegen Neuseeland und das Spiel um Platz drei gegen Argentinien.
In der letzten Partie der Rugby Championship 2017 gegen Neuseeland erhielt de Allende in der 75. Spielminute (und 13 Minuten nach seiner Einwechslung) eine umstrittene rote Karte. Er wollte ein Dropoal von Lima Sopoaga verhindern und rannte versehentlich seinen Gegenspieler um, worauf Schiedsrichter Jérôme Garcès ihn des Platzes verwies. Neuseeland erhielt daraufhin einen Strafstoß zugesprochen, so dass Südafrika das Spiel mit 24:25 verlor. De Allende wurde nachträglich nicht suspendiert, da er nach Ansicht der SANZAAR-Disziplinarkommission für das versuchte Blockieren nicht vom Platz hätte gestellt werden dürfen.
Mit Einsätzen in zwei Spielen war de Allende am Turniersieg der Springboks bei der Rugby Championship 2019 beteiligt. Nationaltrainer Rassie Erasmus berief ihn daraufhin in den Kader für die Weltmeisterschaft 2019. Südafrika gewann das Turnier und bezwang England im Finale. De Allende hatte wesentlichen Anteil am Erfolg; er stand in den Gruppenspielen gegen Neuseeland, Namibia, Italien und Kanada im Einsatz, ebenso im Viertelfinale gegen Japan, im Halbfinale gegen Wales und im Finale. Im Verlaufe des Turniers erzielte er zwei Versuche, einen davon im Halbfinale. Als die British and Irish Lions im Sommer 2021 durch Südafrika tourten, stand ihnen de Allende in allen drei Test Matches gegenüber. Das dritte Test Match, das die Entscheidung in der Serie zugunsten der Gastgeber besiegelte, war zugleich sein 50. Einsatz für die Springboks.
Bei der WM 2023 in Frankreich  wurde er in den Gruppenspielen gegen Schottland und Irland, im Viertelfinale gegen Frankreich, im Halbfinale gegen England und im Finale gegen Neuseeland eingesetzt und verteidigte mit den Springboks erfolgreich den Weltmeistertitel.

## Erfolge
Western Province:
- Sieger Currie Cup: 2014, 2017
- Finalist Currie Cup: 2013

Saitama Wild Knights:
- Meister Japan Rugby League One: 2022
- Meisterschaftsfinalist: 2023

Munster Rugby:
- Meisterschaftsfinalist Pro14: 2021

Südafrika:
- Weltmeister: 2019, 2023
- Sieger Rugby Championship: 2019